# Sinabung
Le Sinabung, en indonésien Gunung Sinabung, est un stratovolcan culminant à 2 460 mètres d’altitude sur l’île de Sumatra en Indonésie.

## Géographie
Le volcan se situe dans le Nord-Ouest de Sumatra, dans les Bukit Barisan, la chaîne volcanique de l'île, à 56 km au sud-sud-ouest de Medan et à environ 58 km au nord-ouest du lac Toba.

## Histoire

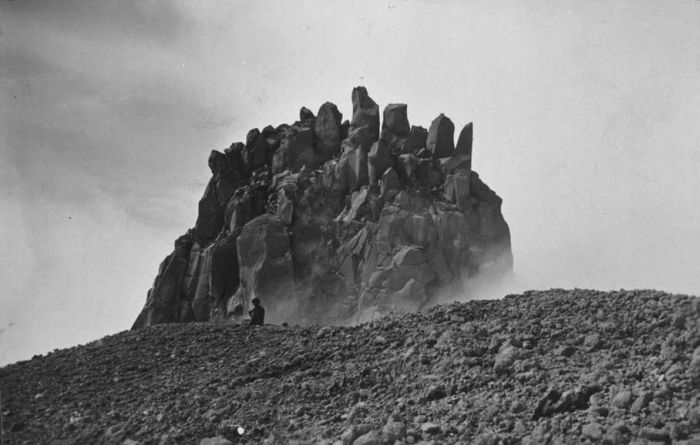
Paysage volcanique au sommet du Sinabung entre 1910 et 1925, la personne assise donne l’échelle.

Après au moins 400 ans de sommeil, il entre en éruption du 29 août à fin septembre 2010, entraînant l'évacuation de milliers de personnes.

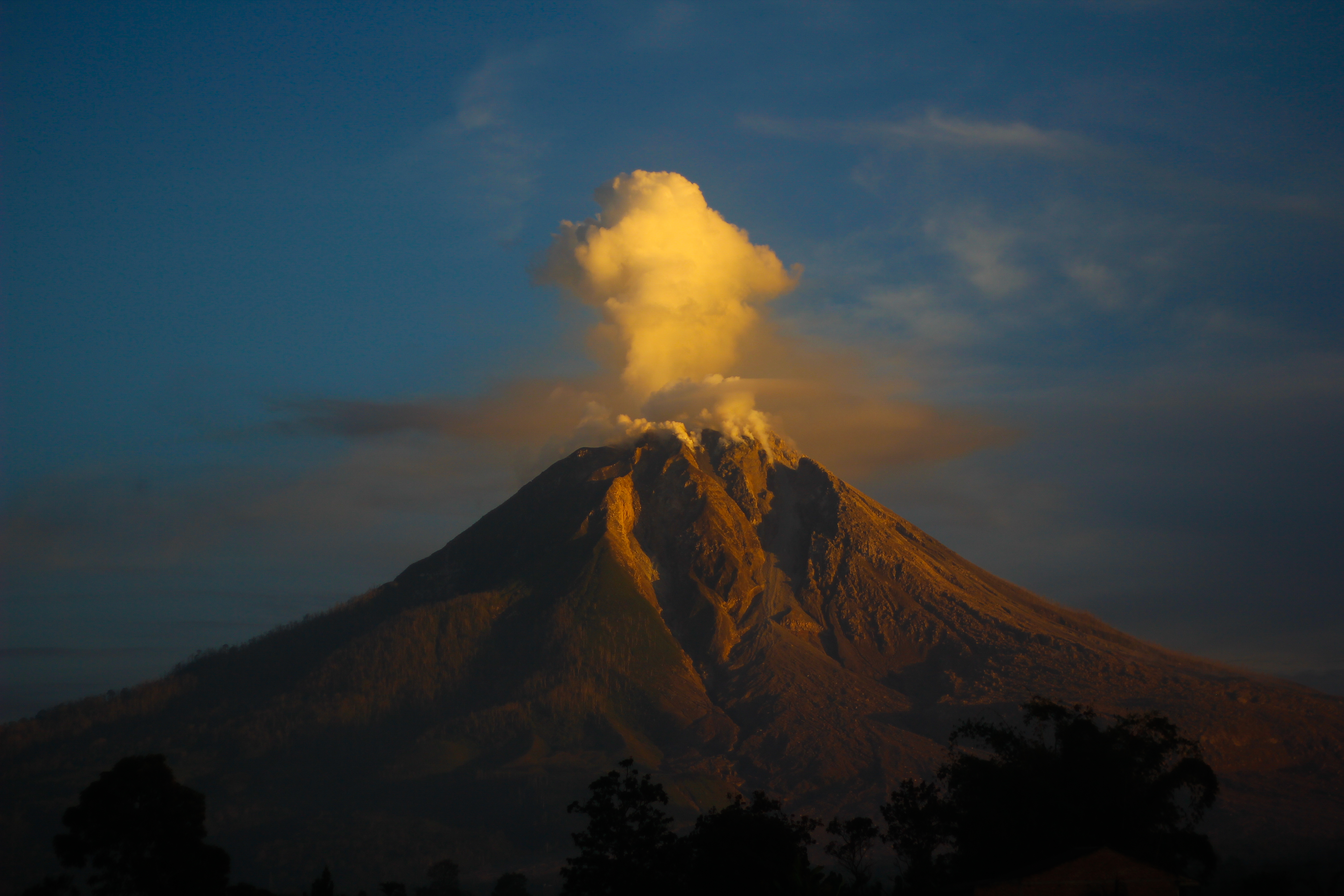
Vue du Sinabung surmonté d'un panache volcanique depuis le village de, en octobre 2017.

Le 16 septembre 2013, une nouvelle éruption force les autorités indonésiennes à évacuer près de dix mille personnes. Cette longue éruption a montré une intensité inégale mais ses pluies de cendre brûlante et de roche ont touché le 5 décembre 2013 les villages alentour. Le 31 décembre 2013, le gouvernement indonésien fait évacuer tous les habitants dans un rayon de cinq kilomètres après une série de neuf explosions successives la nuit du 30 décembre, projetant un nuage de cendres à 7 000 mètres de hauteur. Le 1er février 2014, un nouvel épisode éruptif déclenche un nuage pyroclastique qui atteint le village de Sukameriah où se trouvent des personnes qui ont pénétré dans la zone rouge interdite d'accès. On dénombre plusieurs morts,. Durant le reste du mois de février 2014, l'activité réside principalement par la mise en place d'une volumineuse et lente coulée de lave visqueuse sur son flanc est-nord-est, recouvrant les dépôts pyroclastiques antérieurs,[source insuffisante].
Le Centre de volcanologie et de mitigation du risque géologique (Pusat Vulkanologi dan Mitigasi Bencana Geologi) a rapporté que, du 21 au 28 décembre 2015, 21 avalanches chaudes et des nuées ardentes ont parcouru de 0,7 à 1,5 km dans une direction est-sud-est, produisant des panaches de cendres qui ont atteint 1 km. Les panaches de cendres provenant d'explosions ont augmenté pour atteindre une hauteur de 3 km et ont dérivé vers l'est et le sud-ouest. La sismicité se traduisait par des signaux d'avalanche et de flux pyroclastiques, des événements hybrides et de basse fréquence, des trémors, des événements tectoniques et des tremblements de terre volcaniques. La sismicité a fluctué à des niveaux élevés, même si elle avait diminué par rapport à la semaine précédente, et a entraîné la croissance du dôme de lave. Toujours selon le même organisme, des scénarios identiques se sont renouvelés du 4 au 14 janvier 2016, portant le nombre d'avalanches chaudes à 192 et celui des flux pyroclastiques à 12.
Le 8 août 2020, il entre de nouveau en éruption avec une brève activité phréatomagmatique projetant un nuage de cendres à plus de 2 km au-dessus du sommet du volcan. Le 10 août, une nouvelle phase éruptive s'amorce et projette dans les jours qui suivent des cendres à plus de 5 000 mètres d'altitude, voire 7 500 mètres selon des fonctionnaires indonésiens, en recouvrant de cendres plusieurs villages alentour.